# Márcio Paulo Buzanelli
Márcio Paulo Buzanelli ComMM (Campinas, 20 de março de 1950) é um militar brasileiro que foi diretor-geral da Agência Brasileira de Inteligência.

## Formação
Formou-se como bacharel em Administração pela Faculdade de Administração de São Paulo (FASP). Oficial da Arma de Infantaria da reserva do Exército Brasileiro. Realizou cursos de inteligência da Escola de Inteligência, bem como o Curso de Gestão de Recursos da Defesa da Escola Superior de Guerra.

## Carreira
Atua como profissional na atividade de Inteligência desde 1978, tendo sido analista e chefe das divisões de crime organizado, de terrorismo e de Oriente Médio, bem como chefe da Coordenação de Assuntos Especiais (CAE), unidade encarregada de desenvolver ações de inteligência relacionadas ao tema crime organizado transnacional, de 1995 a 1999. Posteriormente, integrou a equipe de trabalho da Secretaria de Acompanhamento e Estudos Institucionais do Gabinete de Segurança Institucional, participando também do Gabinete de Crises da Presidência da República, de abril a dezembro de 1999 e, novamente, de setembro de 2002 a agosto de 2004.
Desempenhou as funções de Oficial de Ligação e representante brasileiro junto ao CounterDrug Operations Center / Joint InterAgency Task Force East nos Estados Unidos, de janeiro de 2000 a julho de 2002 e de Diretor do Departamento de Inteligência da ABIN, de setembro de 2004 a agosto de 2005.
O comandante de inteligência Buzanelli participou do grupo de trabalho encarregado de elaborar, em 1995, proposta de texto para o Projeto de Lei que culminou na edição, em 7 de dezembro de 1999, da Lei nº 9.883, que instituiu o Sistema Brasileiro de Inteligência e criou a ABIN. Participou dos trabalhos de criação e implantação da Secretaria Nacional Antidrogas (Senad). Participou de grupo de trabalho da Câmara de Relações Exteriores e Defesa Nacional do Conselho de Governo para o estabelecimento de uma política de prevenção do terrorismo no Brasil. Participou do Programa Calha Norte; do Grupo de Trabalho da Tríplice Fronteira Brasil-Argentina-Paraguai. Integrou a Comissão Técnica para a Uniformização da Legislação de Combate ao Tráfico de Drogas e ao Crime Organizado no âmbito do Mercosul. Foi Conselheiro do Conselho de Controle de Atividades Financeiras(Coaf) e Conselheiro do Conselho Nacional Antidrogas.É comendador das Ordens do Mérito Militar, Naval e Aeronáutico; Cavaleiro da Ordem do Mérito da Defesa; e também foi condecorado com as medalhas do Pacificador, Tamandaré, Santos-Dumont, do Judiciário Militar; Juscelino Kubitschek(Polícia Civil do DF), entre outras.

## Diretor da ABIN
Foi diretor-geral da Agência Brasileira de Inteligência (ABIN) por pouco mais de dois anos (de agosto de 2005 a outubro de 2007). Durante sua gestão, criou ele próprio o hino e a bandeira da ABIN e escolheu o carcará como ave-símbolo do órgão. Estabeleceu hora-cívica mensal com hasteamento de bandeira e canto do hino da ABIN. Criou também o Museu da Inteligência.
Na sua gestão, também, criou nova titularidade para os servidores da ABIN (Comandante de Inteligência, Oficial de Inteligência e Comissário de Inteligência, em substituição aos códigos numéricos que identificavam o nível funcional de cada analista de informações), concedeu identidade funcional e porte de arma para os agentes e estabeleceu nova estrutura interna para a ABIN, com a criação da ouvidoria, de superintendências em todos os estados e subunidades em localidades do interior, especialmente na região amazônica.
Em 2006, foi condecorado pelo então vice-presidente José Alencar à Ordem do Mérito Militar no grau de Comendador especial.
No final de 2007, foi substituído pelo Delegado Paulo Fernando da Costa Lacerda, então Diretor da Polícia Federal.

## Após a ABIN
A partir de junho de 2009, Buzanelli passou a dirigir o Núcleo do Centro de Coordenação das Atividades de Prevenção e Combate ao Terrorismo do Gabinete de Segurança Institucional da Presidência da República.